# European Petroleum Survey Group
European Petroleum Survey Group lub EPSG (1986 – 2005) – była organizacja naukowa związana z europejskim przemysłem paliwowym, składająca się ze specjalistów z dziedzin: geodezji, miernictwa oraz kartografii w odniesieniu do poszukiwań ropy naftowej.
EPSG opracowało EPSG Geodetic Parameter Set – bazę danych, w której zawarte są informacje o parametrach definiujących kształt Ziemi, elispoidach odniesienia, systemach współrzędnych geograficznych, odwzorowaniach kartograficznych, jednostkach miary, etc.
Zadania EPSG zostały przejęte w 2005 roku przez nowo utworzoną organizację International Association of Oil and Gas Producers (OGP).